# 머리 해밀턴
머리 해밀턴(Murray Hamilton, 1923년 3월 24일 ~ 1986년 9월 1일)은 미국의 배우이다.

## 출연작품
- 《살인의 해부》 (Anatomy of a Murder)...알퐁소 파케트 역 (1959년)
- 《허슬러》 (The Hustler)... 핀들리 역 (1961년)
- 《졸업》...로빈슨 역 (1967년)
- 《죠스》...래리 본 시장 역 (1975년)